# Grandvelle-et-le-Perrenot
Grandvelle-et-le-Perrenot là một xã thuộc tỉnh Haute-Saône trong vùng Bourgogne-Franche-Comté phía đông nước Pháp.